# 神田千里
神田 千里（かんだ ちさと、男性、1949年12月 - ）は、日本の歴史学者。専門は日本中世史（中世後期の宗教社会史）。東洋大学文学部名誉教授。東京都出身。

## 略歴
武蔵高等学校、1976年東京大学文学部卒、1983年同大学院博士課程単位取得退学。1999年「一向一揆と戦国社会」で東大文学博士。高知大学人文学部助教授、東洋大学文学部教授。2020年定年退任。
専門は中世後期の宗教社会史で、一向一揆の研究を展開しているほか、京都を中心とする室町将軍の管轄領域である戦国期の「天下」と織田政権・諸大名の関わりについても研究を発表している。また、中世の土一揆と島原の乱の共通点に着目した論考も発表している。

## 著書

### 単著
- 『一向一揆と真宗信仰』 吉川弘文館 中世史研究選書、1991年　ISBN　9784642026642
- 『信長と石山合戦―中世の信仰と一揆』 吉川弘文館、1995年、新版2008年　ISBN　9784642063470
- 『一向一揆と戦国社会』 吉川弘文館、1998年 ISBN　9784642027656、オンデマンド版　2022年　ISBN　9784642727655
- 『戦国乱世を生きる力　日本の中世11』 中央公論新社、2002年／改題『戦国乱世を生きる力』ちくま学芸文庫、2021年
- 『土一揆の時代』 吉川弘文館〈歴史文化ライブラリー〉、2004年 ISBN　9784642055819、オンデマンド版　ISBN　	9784642755818
- 『島原の乱　キリシタン信仰と武装蜂起』 中央公論新社〈中公新書〉、2005年／講談社学術文庫、2018年8月
- 『一向一揆と石山合戦　戦争の日本史14』 吉川弘文館、2007年10月 ISBN　	9784642063241
- 『宗教で読む戦国時代』 講談社選書メチエ、2010年
- 『蓮如―乱世の民衆とともに歩んだ宗教者』 山川出版社〈日本史リブレット人〉、2012年9月
- 『戦国時代の自力と秩序』 吉川弘文館、2013年 ISBN　9784642029148
- 『織田信長』 筑摩書房〈ちくま新書〉、2014年
- 『戦国と宗教』岩波書店〈岩波新書〉、2016年
- 『宣教師と『太平記』』集英社新書〈本と日本史〉、2017年3月
- 『顕如―仏法再興の志を励まれ候べく候』ミネルヴァ書房〈ミネルヴァ日本評伝選〉、2020年5月

### 編著
- 『蓮如と一向一揆　蓮如大系 第5巻』法蔵館、1996年
- 『民衆の導師 蓮如 日本の名僧13』吉川弘文館、2004年　ISBN　9784642078573
- 『大系真宗史料　文書記録編3 戦国教団』法蔵館、2014年。真宗史料刊行会編

## テレビ出演
- その時歴史が動いた（NHK）　「それでも民は祈り続けた ～島原の乱・キリシタンの悲劇～」（2007年1月24日放送）